# Ultimate Santana
Ultimate Santana est une compilation du groupe rock latino Santana sorti le 16 octobre 2007 aux États-Unis (le 22 octobre 2007 en France) sous le label Sony BMG, regroupant 40 ans de carrière. Quatorze titres dont une version remixée par le DJ Paul Oakenfold de Oye como va (Interplanetary Party). Mais aussi trois inédits : Into the night avec Chad Kroeger, This boy's fire enregistré avec Jennifer Lopez et Baby Bash, ainsi qu'une nouvelle version de The Game of love avec Tina Turner. La première version, chantée par Michelle Branch, est aussi incluse dans cet album.

## Titres de la première version
1. Into The Night avec Chad Kroeger (inédit)
2. Smooth avec Rob Thomas
3. Maria Maria avec Product G&B
4. She's Not There
5. Black Magic Woman
6. The Game Of Love avec Michelle Branch
7. This Boy's Fire avec Jennifer Lopez & Baby Bash (inédit)
8. Samba Pa Ti
9. Evil Ways
10. Put Your Lights On avec Everlast
11. Corazon Espinado avec Maná
12. Why Don't You And I avec Alex Band
13. Just Feel Better avec Steven Tyler
14. Europa (Earth's Cry Heaven's Smile)
15. No One To Depend On
16. Oye Como Va
17. Interplanetary Party
18. The Game Of Love avec Tina Turner (inédit)

## Titres de la seconde version
- Une deuxième version a été publiée avec des titres placés autrement sur le disque.

1. Into The night
2. This Boy's Fire
3. Smooth
4. Maria Maria
5. Oye Como Va
6. Black Magic Woman
7. Evil Ways
8. Corazon Espinado
9. Europa (Earth's Cry Heaven's Smile)
10. The Game Of Love avec Tina Turner
11. Put Your Lights On
12. Why Don't You And I
13. Everybody's Everything
14. Just Feel Better
15. Samba Pa Ti
16. No One To Depend On
17. The Game Of Love avec Michelle Branch
18. Interplanetary Party

## Sources
- Musique.com
- Radio Phare Reims